# Pielaki
Pielaki [pronunciación en polaco: /pjɛˈlaki/] es un pueblo ubicado en el distrito administrativo de Gmina Uchanie, dentro del Condado de Hrubieszów, Voivodato de Lublin, en Polonia oriental. Se encuentra aproximadamente a 3 kilómetros al suroeste de Uchanie, a 22 kilómetros al oeste de Hrubieszów, y a 83 kilómetros al sureste de la capital regional Lublin.